# Marguerite Perey
Marguerite Catherine Perey (n. 19 octombrie 1909, Villemomble – d. 13 mai 1975, Louveciennes) a fost o fiziciană franceză. În 1939, Perey a descoperit franciul. A fost studentă a lui Marie Curie. A murit de cancer în 1975.

## Publicații
- "Sur un élément 87, dérivé de l'actinium," Comptes-rendus hebdomadaires des séances de l'Académie des sciences, 208: 97 (1939).
- "Francium: élément 87," Bulletin de la Société chimique de France, 18: 779 (1951).
- "On the Descendants of Actinium K: 87Ac223," Journal de Physique et le Radium, 17: 545 (1956).